# Grabhügelnekropole Wolsfeld
Koordinaten: 49° 54′ 11″ N, 6° 26′ 36″ O
Die Grabhügelnekropole Wolsfeld ist ein eisenzeitlich-römisches Gräberfeld in der Ortsgemeinde Wolsfeld sowie dem Weiler Wolsfelderberg im Eifelkreis Bitburg-Prüm in Rheinland-Pfalz.

## Beschreibung
Das Gebiet um Wolsfeld war schon in der Frühzeit stark besiedelt, was durch den Fund mehrerer historischer Grabstätten bestätigt werden konnte. Entdeckt wurde unter anderem eine ausgedehnte Grabhügelnekropole im Wolsfelder Wald.
Die Nekropole stammt aus der Zeit zwischen 1300 und 800 v. Chr.

## Archäologische Befunde
1969 entdeckte man westlich von Wolsfeld an der Gemeindegrenze zu Dockendorf im Wolsfelder Wald eine ausgedehntes Feld von Grabhügeln sowie zwei Dämme. Nach einer ersten Begehung konnten 44 Hügel ausgemacht werden. Noch im selben Jahr wurde einer dieser Grabhügel ausgegraben und man konnte zwei urnenfelderzeitliche Bestattungen (1300–800 v. Chr.) beobachten. Einige der Hügel könnten laut Einschätzung von Dirk Krausse jedoch auch aus der Eisenzeit stammen. Die Datierung erstreckt sich somit auf die Zeit zwischen 1300 v. und 800 v. Chr. Weitere Untersuchungen fanden bisher nicht statt.

## Erhaltungszustand und Denkmalschutz
Die Grabhügelnekropole befindet sich innerhalb eines ausgedehnten Waldgebietes und ist vollständig erhalten.
Die Grabhügelnekropole ist als eingetragenes Kulturdenkmal im Sinne des Denkmalschutzgesetzes des Landes Rheinland-Pfalz (DSchG) unter besonderen Schutz gestellt. Nachforschungen und gezieltes Sammeln von Funden sind genehmigungspflichtig, Zufallsfunde an die Denkmalbehörden zu melden.